# Haakon Tranberg
Haakon Tranberg (né le 2 mars 1917 et décédé le 24 avril 1991) est un athlète norvégien spécialiste du sprint.

## Biographie

### Palmarès
| Date | Compétition           | Lieu | Résultat | Épreuve    | Performance |
| ---- | --------------------- | ---- | -------- | ---------- | ----------- |
| 1946 | Championnats d'Europe | Oslo | 2e       | 100 mètres | 10 s 7      |
| 1946 | Championnats d'Europe | Oslo | 2e       | 200 mètres | 21 s 7      |

### Records
| Épreuve    | Performance | Lieu | Date           |
| ---------- | ----------- | ---- | -------------- |
| 100 mètres | 10 s 4      | Oslo | Septembre 1939 |
| 200 mètres | 21 s 5      | Oslo | Août 1939      |
| Longueur   | 7,26 m      | Oslo | 1940           |